# Corsair Gaming
Corsair Gaming, Inc., denumită pe scurt Corsair, este o companie americană de periferice și hardware de calculatoare cu sediul în Fremont, California . Compania a fost cunoscută anterior sub numele de: Corsair Components și Corsair Memory,  aceasta a fost lansată în California în ianuarie 1994 cu numele de Corsair Microsystems și a fost reincorporată în Delaware în 2007.  Corsair fabrică și vinde o gamă de produse pentru calculatoare, precum module DRAM de mare viteză, surse de alimentare de format ATX (PSU), unități flash USB (UFDs), răcire CPU / GPU, carcase, periferice pentru jocuri (cum ar fi tastaturi sau șoareci de computer ),   unități SSD și difuzoare. 
Pe lângă sediul central din Fremont, California,  Corsair are și o unitate de producție în orașul Taoyuan, Taiwan, pentru asamblarea, testarea și ambalarea produselor fabricate de ei, pentru ca apoi să fie trimise către centrele de distribuție din Asia, Statele Unite și Europa. Pe lângă această unitate, aceștia au și birouri de vânzări și  marketing în toată Statele Unite, în mai multe țări europene și asiatice. Compania tranzacționează sub simbolul CRSR, fiind listată la bursa NASDAQ  în timpul pandemiei COVID-19, care a dus la ordinele de blocare care au dus la o creștere semnificativă a veniturilor Corsair. 

Sigla veche a Corsair Gaming, utilizată până pe 2 octombrie 2020

Sigla veche a Corsair Components, utilizată până la 1 iunie 2015

Compania a fost fondată sub numele de Corsair Microsystems Inc. în 1994 de Andy Paul, Don Lieberman și John Beekley. Corsair a dezvoltat inițial module cache de nivel 2 (CPU Cache), numite module cache pe băt (COASt), pentru OEM-uri. După ce Intel a încorporat memoria cache L2 în procesoare odată cu lansarea generației lor de procesoare Pentium Pro, Corsair s-a concentrat mai mult pe fabricarea de modulele DRAM, în principal pentru* piața serverelor. Acest efort a fost condus de Richard Hashim, unul dintre primii angajați de la Corsair. În 2002, Corsair a început să livreze module DRAM care au fost concepute pentru a atrage pasionații de computere, care le foloseau pentru overclocking . De atunci, Corsair a continuat să producă module de memorie pentru PC-uri și a adăugat și alte componente pentru PC.
- Module de memorie DRAM și DIMM pentru computerele desktop și laptop
- Unități flash USB
- ATX si SFX PSU
- Carcase pentru PC-uri
- PC-uri de ultima generație preconstruite
- Răcire pe bază de lichid pentru CPU și GPU
- Ventilatoare pentru calculator
- SSD
- Căști
- Suport pentru căști
- Tastaturi speciale pentru jocuri
- Șoareci speciali pentru jocuri
- Mousepad-uri
- Scaune de birou
- Microfoane
- Plăci de captură
- Componente PC

Industria calculatoarelor a trecut prin mai multe schimbări, iar recent interesul cel mai mare a fost pentru luminile de tip RGB, în urma acetui lucru Corsair au adăugat lumini RGB pe aproape toate produsele din gama lor.

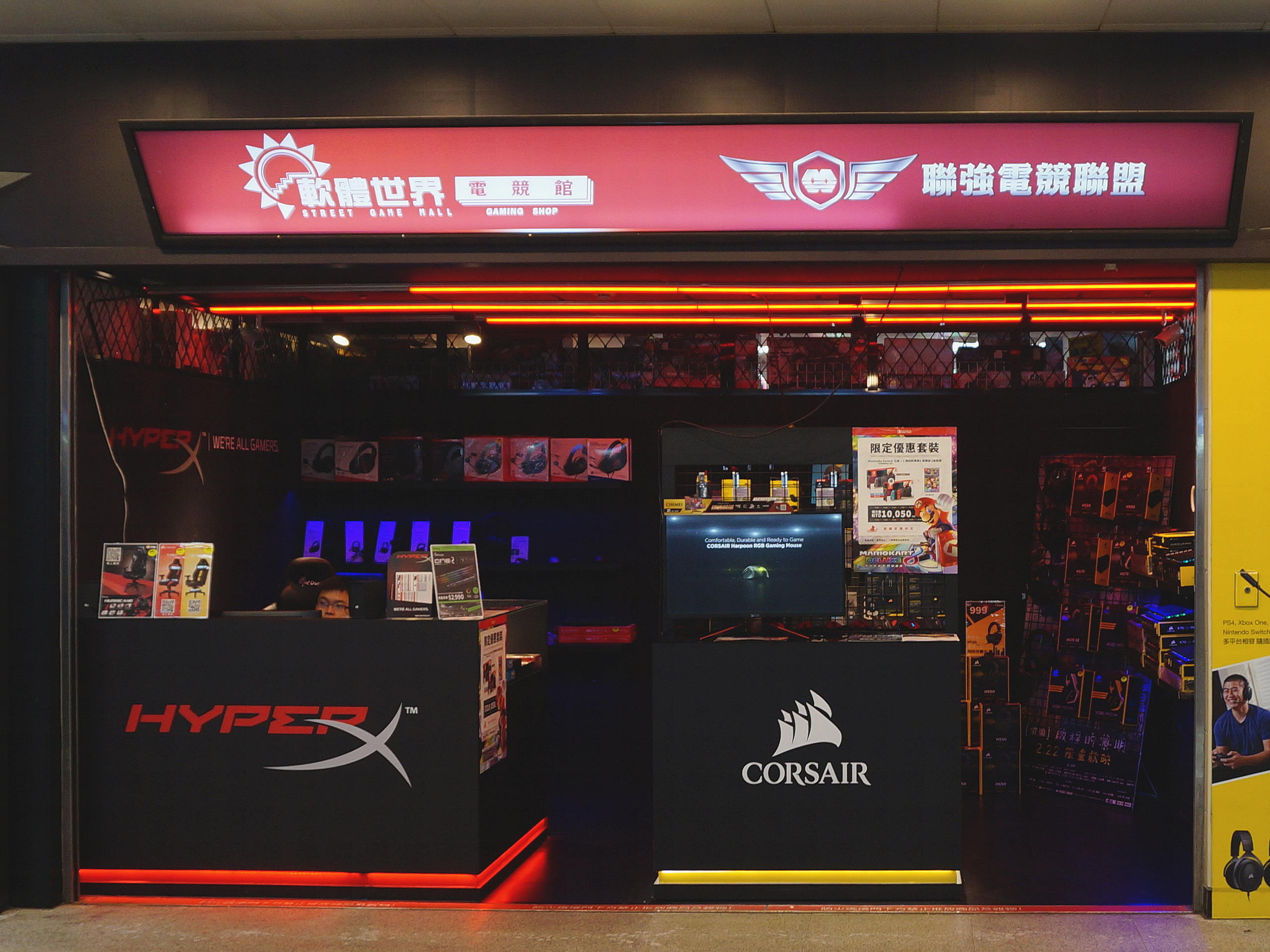
Logo-ul Corsair vizibil pe un stand al unui magazin.

1. ↑  „Corsair, Form S-1/A, Filing Date May 28, 2010” (PDF). secdatabase.com. Accesat în 28 d.Hr..
2. ↑  „Corsair Products”. Arhivat din original la 5 septembrie 2015. Accesat în 26 decembrie 2014.
3. ↑  „Corsair”. Contact. Arhivat din original la 30 iulie 2016. Accesat în 26 decembrie 2014.
4. ↑  Hollister, Sean (25 august 2020). „Corsair Gaming is a billion-dollar company, and everything else we spotted in the IPO filing”. The Verge (în engleză). Accesat în 10 ianuarie 2021.